# Infinity (сорт перца)
«Infinity» (в переводе с англ. — «бесконечность») — сорт перца чили вида Капсикум китайский (Capsicum chinense), созданный в Англии селекционером перцев чили Ником Вудсом (англ. Nick Woods) из Fire Foods, Грантем, Линкольншир. В течение двух недель в феврале 2011 года «Infinity» удерживал титул «Книги рекордов Гиннесса» как самый жгучий перец чили в мире с рейтингом по шкале Сковилла в 1 067 286 единиц. 1 марта 2011 года он был вытеснен перцем Trinidad Scorpion Butch T, в котором было зарегистрировано 1 463 700 единиц.
Вудс создал «Infinity» через пять лет после того, как начал выращивать перцы чили для своих острых соусов. Он не пытался разводить новый сорт, но выращивал свой перец в теплице, где легко происходит скрещивание сортов. Он описывает первые впечатления от своего нового перца следующим образом: «Когда я попробовал его, он сначала был приятным на вкус, похожий на фруктовый, после чего эффект замедлился. Затем он поразил меня. Внезапно я почувствовал, как он горит в горле, настолько жгуче, что я не мог говорить. Я начал бесконтрольно дрожать, мне пришлось сесть, я почувствовал себя физически больным. Я действительно не рекомендовал бы никому есть это в сыром виде».
В ресторане Грантема под названием Bindi подают карри «The Widower» (с англ. — «вдовец»), приготовленный из 20 плодов «Infinity», претендующий на звание самого жгучего карри в мире. Более трёхсот человек пытались попробовали карри, прежде чем доктор Ян Ротвелл стал первым, кто полностью съел блюдо, поедание которого заняло чуть более часа, включая 10 минут, проведённых в состоянии галлюционирования из-за прилива эндорфинов.

## Тестирование жгучести
Тестирование перца по шкале жгучести Сковилла было проведено в Центре культуры Уорикского университета в марте 2010 года.
Оба теста для «Infinity» и Naga Viper, который также был протестирован в Уорикском университете, были подвергнуты резкой критике со стороны исследователей перцев; доктор Дэйв Девитт (Dave DeWitt) из Института перца чили заявил: «С помощью одного теста самое лучшее, что вы можете показать, — это то, что у одного перца — или части одного перца — такой жгучий рейтинг. Чтобы установить, что сорт перца стабильно самый жгучий в мире, вам нужно больше, чем это». Даже учёные из Уорикского университета были удивлены обоими результатами, поскольку они думали, что потребуется ещё одна независимая проверка и доказательство стабильности сорта. Поскольку можно варьировать жгучесть в пределах одного сорта, подвергая растение воздействию с помощью различных методов, таких как выборочный отвод воды и пяти лет недостаточно для выведения нового сорта, и особенно для его стабилизации, учёные и производители отклонили выбор «Infinity» и Naga Viper как самых жгучих перцев в пользу Скорпиона Тринидада.
После споров вокруг «Infinity» и Naga Viper, оба из которых оказались нестабильными гибридами, измеренными на пике жгучести, а также с увеличением числа претендентов на титул самого жгучего перца чили, «Книга рекордов Гиннесса» требует дополнительной проверки уровней жгучести и стабилизации сортов.